# Vencedores do Prêmio Darwin em 2020
Os vencedores do Prêmio Darwin no ano de 2020 foram selecionados com base em critérios técnicos, entre eles: incapacidade de gerar descendência, excelência, auto-seleção, maturidade e veracidade. As histórias são escolhidas e classificadas por Wendy Northcutt, a criadora e escritora do Prêmio Darwin, e, em seguida, são abertas às votações ao público. Em 2020, foram eleitas 3 mortes e uma menção honrosa a feridos que sobreviveram.

## Os vencedores

### 1° - "Pico da Estupidez"

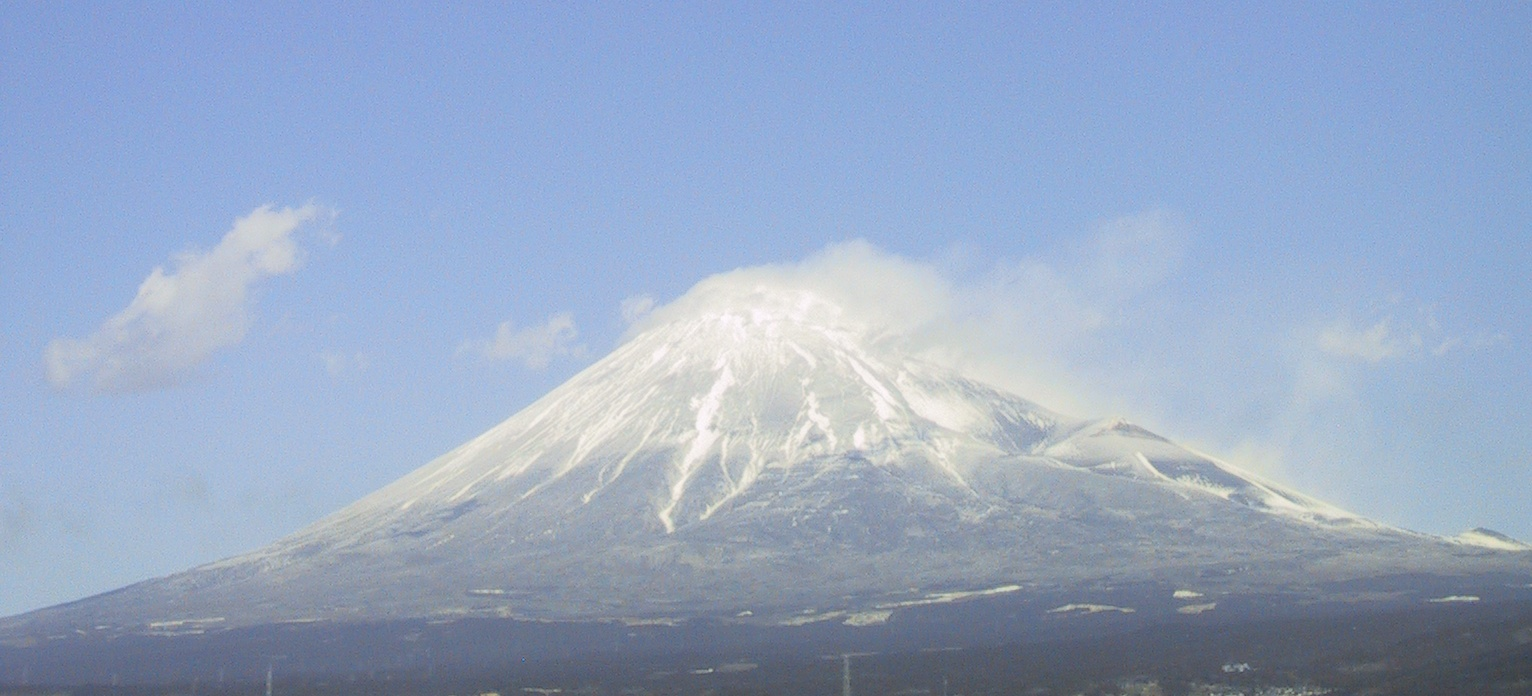
Monte Fuji, local da morte de Tedzu

O primeiro lugar do Premio Darwin de 2020 ficou para o japonês Tedzu de 47 anos. Ele escalou sozinho e com poucos equipamentos o Monte Fuji em baixa temporada. Durante altas temporadas, o monte fica cheio de aventureiros e as cabines de segurança ficam a disposição dos alpinistas.
Subir o monte é uma tarefa complexa que normalmente é feita em grandes grupos e com equipamentos específicos. Até os montanhistas mais experientes descrevem uma lista enorme de equipamentos necessários para realizar a escalada.
Tedzu estava sozinho, em uma temporada com poucas pessoas e contando com a ajuda de apenas 2 bengalas de escalada, ele teve uma excelente ideia de gravar sua aventura ao vivo, em alguns momentos do vídeo murmura e fala "Eu gostaria de ter trazido compressas térmicas", estas que são equipamentos essenciais para escalada do monte.
Alguns internautas alertaram Tedzu de que ele estava subindo o monte por uma rota em que os alpinistas escolhiam descer devido a área ser extremamente escorregadia, Tedzu percebeu que a trilha acabava em certo ponto e, para não decepcionar seus espectadores, ele resolveu continuar escalando mesmo fora da trilha. Após isto, Tedzu escorregou e a única coisa que poderia salvá-lo seria cravar suas bengalas na neve, porém, Tedzu resolveu cravar apenas uma das bengalas na neve enquanto com a outra mão segurava o celular.
Este ponto foi o principal motivo da eleição do Tedzu para este ano, pois ele teve diversas oportunidades para voltar atrás e desistir, e até o momento de sua queda poderia ter sido evitado se tivesse simplesmente soltado seu celular, porém Tedzu não respeitou a natureza e despencou do monte. Seu corpo foi encontrado no dia seguinte após as autoridades serem advertidas pelos espectadores do ocorrido.

### 2° - "Um Esforço de Robótica Slack"
O segundo lugar do Prêmio Darwin de 2020 ficou para o australiano Bradley, de 20 anos. Ele e amigos estavam em um vulcão adormecido chamado Cave Gardens na cidade australiana de Mount Gambier. Eles estavam em um local particularmente chamado de "sumidouro" (em inglês sinkhole), o local não havia registros de acidentes havia anos, era bem demarcado e havia barreiras de proteção para evitar a queda de turistas no grande buraco do vulcão (o sumidouro).
Bradley, desafiado por amigos, resolveu plantar bananeira (parada de mãos) à meia noite em cima de uma barra de ferro que dividia a área segura do buraco do "ralo", assim Bradley se descuidou em um desequilíbrio acabou caindo de uma altura de 30 metros para a sua morte. Logo após o ocorrido, o corpo de bombeiros foi chamado e as 3 da manhã içou os restos mortais de Bradley, a policia declarou que a morte do jovem foi acidental por uma "parada de mãos em lugar irregular".

### 3° - "Enterrado como o tesouro"

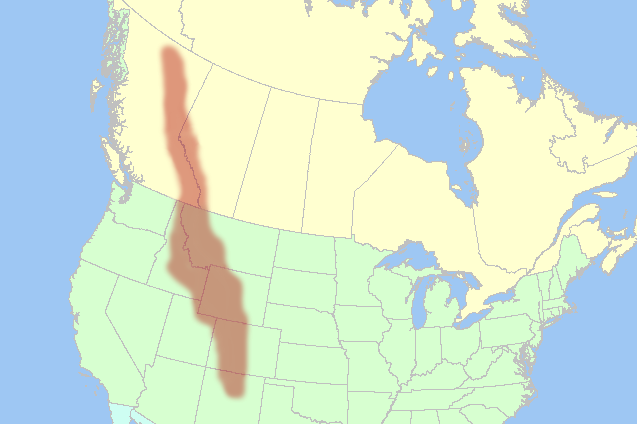
Mapa que representa onde Forrest Fenn supostamente enterrou seu tesouro.

O prêmio de terceiro lugar foi concedido a Michael Sexson de 58 anos por sua persistência. Michael era amante de leitura e estava encantado com um livro de enigmas escrito por um controverso autor norte-americano chamado Forrest Fenn. Em seu livro, Forrest descrevia como havia ganhado e escondido um tesouro de dois milhões de dólares em moedas de ouro na fronteira do Colorado com Utah.
Fascinado com a história, Michael resolveu ir até o local do suposto tesouro e convenceu um amigo de 65 anos a acompanhá-lo na aventura. Anualmente, milhares de turistas tentam escavar um parque federal que existe na região, porém o tesouro nunca havia sido encontrado. Mesmo sabendo da morte de 4 pessoas que haviam ido mais longe que os demais turistas na história de procurar o tesouro, Michael não desistiu e estava convicto de que sabia onde o tesouro se encontrava.
Após uma viagem com seu amigo, ambos entraram no parque onde o suposto tesouro estava enterrado. Após horas caminhando, ambos perceberam que estavam em uma situação complicada, pois sua  comida estava acabando e o terreno começou a ficar acidentado, causando uma desorientação em ambos. Somando isso ao terrível frio que os acometia, a morte de ambos era quase certa, até que uma equipe de resgate do parque (acostumada com aventureiros travessos) conseguiu resgatar a dupla, que foi hospitalizada.
Um mês após o incidente, Michael, não satisfeito com quase ter perdido sua vida, convenceu o mesmo amigo a ir até o parque procurar novamente o tesouro. Ambos foram ao local, porém encontraram o parque fechado por conta da pandemia de COVID-19, então eles deram a volta e seguiram circundando o parque. Horas depois, um morador local achou duas motos de neve mal estacionadas jogadas no meio da floresta, ele achou estranho e resolveu ligar para a emergência, pois já que o parque estava fechado, não haviam equipes de resgate a postos.
Chegando no local, a equipe de resgate achou os dois aventureiros enterrados na neve fofa sem conseguir se mexer. No local, foi resgatado o amigo de 65 anos e encontrado o corpo já sem vida de Michael. A equipe de resgate lembrou dos aventureiros e perceberam que o novo resgate foi feito 100 metros a frente do local onde o outro resgate havia sido feito um mês antes. Pela persistência na burrice e morrer no local onde ele quase havia morrido um mês antes, Michael ganhou o terceiro lugar do Prêmio Darwin.

## Menção honrosa

### "Vinho para viagem"
Esta história ocorreu com um americano que era amante de vinho e completamente louco, seu nome não foi divulgado, porem o fato é que insatisfeito com apenas uma garrafa de vinho, o homem parou um caminhão de vinho alegando problemas mecânicos em seu veículo. Então o homem desceu de cueca do seu carro e foi correndo para o caminhão, o caminhoneiro assustado arrancou e não percebeu que o homem continuava sob a carga.
Então o homem que não teve seu nome divulgado, deu a volta por de baixo do caminhão tanque de vinho, desparafusou uma saída de liquido e começou a tomar vinho "direto da fonte", ao perceber a grande quantidade de vinho que estava escapando do veículo, o caminhoneiro parou e com a ajuda da policia rodoviária prendeu o homem que estava em baixo do caminhão quase caindo pois não estava conseguindo suportar a pressão do vinho saindo do veículo.
Após isto o homem foi liberado, porem por ter sido liberado antes do horário do café da manhã, o homem ficou extremamente raivoso por não poder comer o sanduiche que os guardas iriam servir e teve a excelente ideia de assaltar outro caminhão com o intuito de roubar desta vez sanduiches. O homem foi novamente preso, pagou fiança e foi liberado com a supervisão de seus familiares.